# 크리스티안 분더리히 (1806년)
크리스티안 분더리히(Christian Wunderlich, 1806년 6월 17일 ~ 1871년 7월 20일)는 독일의 외과 전문의 및 군의관이며 의학자 겸 정치인이다.
그는 독일 프로이센 시대 군진의학의 선구자이기도 하다.